# Hernán Giraldo Jaramillo
Hernán Giraldo Jaramillo (* 21. Oktober 1936 in Manizales) ist Altbischof von Buga.

## Leben
Hernán Giraldo Jaramillo empfing am 15. August 1964 die Priesterweihe. Papst Johannes Paul II. ernannte ihn am 27. Juni 1984 zum Weihbischof in Pereira und Titularbischof von Alexanum.
Der Bischof von Cartago, José Gabriel Calderón Contreras, weihte ihn am 6. August desselben Jahres zum Bischof; Mitkonsekratoren waren Alberto Giraldo Jaramillo PSS, Bischof von Cúcuta, und Darío Castrillón Hoyos, Bischof von Pereira.  
Am 7. Juli 1987 wurde er zum Bischof von Málaga-Soatá ernannt. Am 19. Januar 2001 wurde er zum Bischof von Buga ernannt. Am 10. Mai 2012 nahm Benedikt XVI. seinen altersbedingten Rücktritt an.